# Krešimir Mikelić
Fra Krešimir Mikelić (Kljaci, 10. ožujka 1966.) je hrvatski katolički svećenik, franjevac, član Provincije Presvetog Otkupitelja u Splitu. 

Hrvatski je književnik. Od djetinjstva se bavi poezijom, prozom... 

Zapažen je po svojim glazbenim uradcima.

## Životopis
Rodio se je u Kljacima 1966. godine. Djetinjstvo proveo čuvajući ovce po padinama Moseća, slušajući starog Tadiju kako "iz kape" uz ognjište "naizust" piva o starim junacima i događajima...

Osnovnu školu pohađao je u Zagrebu i završio 1980. Maturirao je na Franjevačkoj klasičnoj gimnaziji u Sinju 1984. godine. U novicijatu na Visovcu bio je do 1986. godine. Obvezni vojni rok odslužio je u Nišu. Upisao je franjevački bogoslovni fakultet, studirao je u Makarskoj i Zagrebu, a diplomirao u Zagrebu 15. siječnja 1991., na dan kad je i Hrvatska diplomatski priznata.

Za vrijeme studija dosta vremena posvećuje glazbenom stvaralaštvu kao aktivni član vokalnoinstrumentalnog sastava VIS MIlovan.

Započeo orati njivu Gospodnju kao odgojitelj na bogosloviji u Makarskoj a potom na Visovcu. U kasnijem svećeničkom radu (bolnički kapelan i vikar u Šibeniku, župnik u Dubravicama, Rupama, Promini, Danilu...) dosta vremena posvećuje radu s djecom i mladima, napose nastojeći na njih prenijeti bogatu glazbenu baštinu naših predaka. Aktivno sudjeluje u radu pjevačkih klapa Krešimir iz Šibenika, klape Uzdaj iz Dubravica koju je i osnovao, gradskog zbora Neuma iz Drniša, zborovođa u Omišu...

## Književni radovi
- Svi su moji izvori u tebi; Visovac, 1992. (zbirka pjesama)
- Visovačko biserje; Visovac 1993. (zbirka kratkih pjesama inspiriranih haiku poezijom)
- Nema druge; Danilo 2016. (zbirka pjesama)

## Znanstveni radovi
- Fra Mate Šimić; Makarska 1990. (Povijesni članak o znamenitom franjevcu zaslužnom za Postavljanje Rendićeva spomenika Fra Andriji Kačiću Miošiću u Makarskoj i Zagrebu)
- Bog i priroda u haiku poeziji Dalekog Istoka; Zagreb, 1991.

## Radovi na području glazbene umjetnosti
- audio uradak (kazeta i CD) koji sadrži dvije pjesme: Let hrvatskog sokola (autor fra Krešimir Mikelić) i Pjesma o selu rašeljke (autor fra Petar Čirko) Spotove obiju pjesama možete pogledati na Youtube
- Liturgijska pjesmarica s jednostavnim harmonijama; Visovac, 2002. Pjesmarica je napravljena u suradnji s prof. Jurom Župićem i maestrom Anđelkom Klobučarom, sadrži poznate liturgijske pjesme namijenjene početnicima u sviranju.
- glazba za film Misije (autor Josip Gotovac)
- glazba za film Dobri duh Šibenika (autor Josip Gotovac)
- s dječjim zborom iz Dubravica i Rupa redovito je sudjelovao na smotri dječjih zborova Zlatna harfa. Tako su nastale mnoge duhovne šansone (Zovi nas, Naš prijatelj Krist, Noć se spustila..)
- audio uradak (CD) Plač matere Isusove od fra Petra Kneževića s pučkim pivačima iz Dubravica
- audio uradak (CD) Moj Isuse sa župskim zborom Gospe van Grada iz Šibenika